# Jorge de Melo Pereira
Jorge de Melo Pereira (m. Aguada do Saldanha, 1510) foi um fidalgo da Casa Real, militar e navegador português. Foi capitão-mor da Armada das armadas de 1507 e de 1512. Em 1509, na Batalha de Diu capitaneou uma das grandes naus, a Belém. Jorge de Melo Pereira foi também capitão de Cananor entre 1512 e 1515.
Era filho de Vasco Martins de Melo, alcaide-mor de Castelo de Vide, e de Isabel Pereira, filha de Fernão Pereira, alcaide-mor de Vila Viçosa. O avô dele, homónimo de seu pai, fora alcaide-mor de Évora e de Castelo de Vide. e guarda-mor dos reis D. João I e D. Duarte. O irmão mais velho de Jorge de Melo herdou a casa de seu pai, enquanto que outro irmão, Diogo de Melo também enveredou por uma carreira ultramarina tendo sido capitão de Ormuz, assim como, Garcia de Melo, que foi capitão de Safim e anadel-mor dos besteiros do monte. Era parente de muitos dos Melos e Melos Coutinhos que sulcaram o Oriente. Faleceu na Aguada do Saldanha, África do Sul, em 1510, junto a outros navegadores portugueses como Francisco de Almeida, António do Campo, Manuel Teles Barreto Pero Barreto de Magalhães, entre outros.[carece de fontes?]